# Johann Nepomuk Mayrhofer
Johann Nepomuk Mayrhofer (* 9. Mai 1764 in Oberneukirchen, Heiliges Römisches Reich; † 1832 in München, Königreich Bayern) war ein österreichischer Maler.

## Leben
Johann Nepomuk Mayrhofer wurde am 9. Mai 1764 im zum Heiligen Römischen Reich gehörenden Ort Oberneukirchen im heutigen Oberösterreich geboren. Die Malerei erlernte er bei dem ab 1759 in Linz wirkenden Johann Haslinger und besuchte daraufhin zur weiteren Ausbildung die Akademie der Bildenden Künste München. Zeitlebens befasste sich Mayrhofer hauptsächlich mit botanischen Studien und wurde ein angesehener und äußerst präziser Blumenmaler. In der Zusammenarbeit mit der Lithographischen Kunstanstalt von Hermann Mitterer in München veröffentlichte er eine Anzahl wissenschaftlich und künstlerisch wertvoller Lithografien. Im Jahre 1832 verstarb Mayrhofer in München, der Stadt, in der er bis zuletzt gelebt hatte.